# Lisinska reka
Lisinska reka je reka u jugoistočnoj Srbiji.
Izvire u mestu Plavilo, u ataru sela Gornje Ržane, ispod Vardenika i Besne Kobile. Uliva se u Lisinsko jezero, sagrađeno 1978. godine. To je brza planinska reka, toka dužine 15 km, pre izgradnje brane ulivala se u Božičku reku. Obe pripadaju Egejskom slivu. Pored jezera Lisina nalazi se crkva Svetog Ilije, kraj koje se svake godine drugog avgusta održava vašar, odnosno obeležava seoska slava sa litijama.
Na reci je selo Gornja Lisina, poznato po građevinskim majstorima. Selo ima osmogodišnju školu, ambulantu, zadružni dom, poštu i tri bakalnice. Veliki broj meštana se odselio poslednjih decenija 20. veka širom bivše Jugoslavije i u inostranstvo. Mnogi od njih dolaze leti u zavičaj, da obiđu napuštene domove i da se podsete na detinjstvo koje su tu proveli.

## Literatura
- „Lisinska reka”. Mala enciklopedija Prosveta (3 izd.). Beograd: Prosveta. 1985. ISBN 978-86-07-00001-2.  29220359

- Marković, Jovan Đ. (1990). Enciklopedijski geografski leksikon Jugoslavije. Sarajevo: Svjetlost. ISBN 978-86-01-02651-3.  17748736